# Cubana-Flug 455

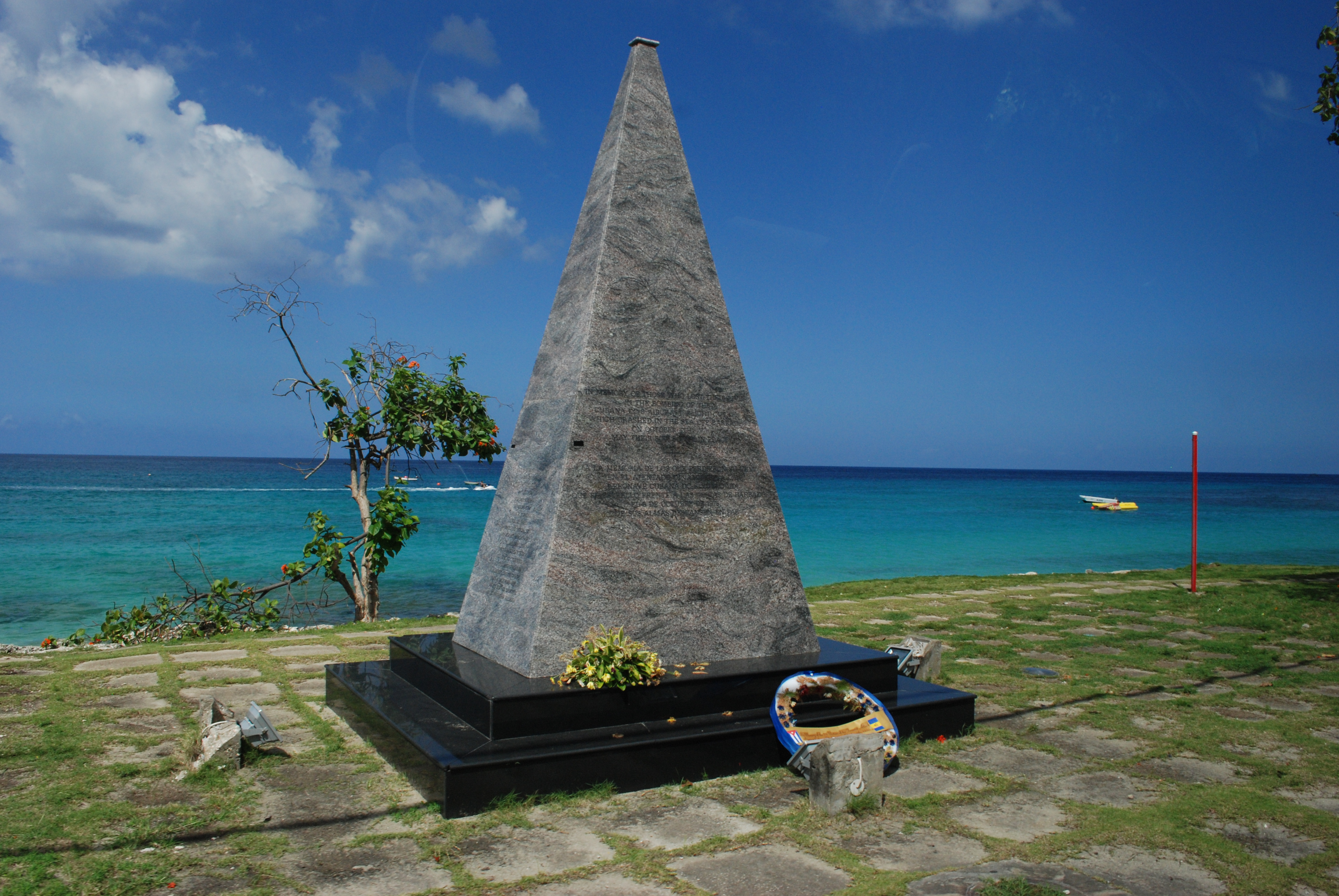
Gedenkstätte in Durants auf Barbados (2013)

Cubana-Flug 455 war ein Flug der kubanischen Luftfahrtgesellschaft Cubana von Georgetown/Guyana nach Havanna/Kuba mit Zwischenlandungen in Trinidad, Bridgetown/Barbados und Kingston/Jamaika. Wenige Minuten nach dem Start in Barbados am 6. Oktober 1976 explodierten an Bord der DC-8 durch Exilkubaner deponierte Zeitbomben, die das Flugzeug zum Absturz brachten. Dabei kamen alle 73 Menschen an Bord ums Leben. Bis zu den Terroranschlägen am 11. September 2001 in New York war es das schwerste Luftfahrtattentat auf dem amerikanischen Kontinent.

## Tathergang
Nachdem die Maschine aus Guyana kommend in Trinidad gelandet war, checkten die Exilkubaner Freddy Lugo und Hernán Ricardo Lozano als Passagiere nach Barbados ein. Soweit bekannt, deponierten sie während des Fluges zwei Zeitbomben. Sie selbst verließen die Maschine in Bridgetown und flogen zurück nach Trinidad.
Fünf Minuten nach dem Start in Bridgetown detonierte der erste Sprengsatz. Der Kapitän der Maschine, Wilfredo Pérez Pérez, konnte noch Kontakt mit der Flugsicherung in Bridgetown aufnehmen und den Kurs zurück zum Ausgangspunkt Barbados ändern. Nach der Detonation der zweiten Bombe beschloss er, mit der abstürzenden Maschine über dem Meer zu bleiben, um keine Menschen auf der Insel zu gefährden. Bei dem Absturz ins Meer kamen alle 73 Menschen an Bord ums Leben.

## Juristische Aufarbeitung
Die beiden Täter und ihre mutmaßlichen Auftraggeber, Orlando Bosch Ávila und Luis Posada Carriles, wurden später in Venezuela verhaftet und in mehreren Gerichtsverfahren teils verurteilt. Offenbar war das Attentat im Auftrag der Coordination of United Revolutionary Organizations (CORA) ausgeführt worden.
Die Regierung Castro beschuldigte unmittelbar nach der Tat den US-amerikanischen Auslandsnachrichtendienst CIA der Urheberschaft, doch wurde dessen Beteiligung nie nachgewiesen.

## Die Opfer
Bei den Opfern handelte es sich um 57 Kubaner, elf Guyaner und fünf Nordkoreaner. Unter den Kubanern befand sich die 24-köpfige Nationalmannschaft im Fechten, darunter meist Jugendliche, sowie einige hohe Funktionäre. Die Fechtmannschaft hatte in Guyana an einem karibisch-zentralamerikanischen Turnier teilgenommen.

## Erinnerungskultur
Auf Barbados existiert für die Opfer des Attentats ein Denkmal in Form eines Obelisken.